# 보스턴 크림 파이
보스턴 크림 파이(Boston cream pie)는 파이가 아니라 노란 버터 케이크이다.
이 케이크가 개발될 당시, 케이크 팬보다 파이 틴이 더 흔했기 때문에 이런 이름이 붙었다고 한다. (혹은, 보통 케이크에 들어가지 않고 파이에 들어가는 커스터드 크림 속이 이 케이크에 들어가기 때문에 이런 이름이 붙었다고 한다.)

## 역사
프랑스 출신 주방장인 Augustine Francois Anezin이 미국 보스턴의 파커 하우스 호텔(1855년 개장)에 있을 때 개발하였다. 이 푸딩/케이크 조합은 바닐라 커스터드 혹은 페이스트리 크림으로 속이 찬 2층의 스폰지 케이크로 이루어진다. 이 케이크는 위에 초콜릿 글레이즈 (게나쉬 같은 것)나 때때로 설탕 혹은 마라스키노 체리를 얹는다.

## 보스턴 크림 도넛
한편, "보스턴 크림 도넛"이란 초콜릿 아이싱으로 위를 덮고 바닐라 커스터드 혹은 페이스트리 크림으로 속을 채운 베를리너를 보스턴 지역에서 일컫는 말이다.
보스턴 크림 파이는 매사추세츠주의 공식 후식(디저트)으로 지정되었다. 또한 보스턴 크림 도넛은 주의 공식 도넛으로 지정되었다.

## 같이 보기
- 빅토리아 스펀지
- 애플 파이

## 참고 문헌
- Byrn, Anne (2016). 《American Cake: From Colonial Gingerbread to Classic Layer, the Stories and Recipes Behind more than 125 of our Best-Loved Cakes》. Rodale. 46쪽. ISBN 9781623365431. OCLC 934884678.
- Goldstein, Darra; Krondl, Michael; Heinzelmann, Ursula; Mason, Laura; Quinzio, Geraldine; Rath, Eric, 편집. (2015). 《The Oxford Companion to Sugar and Sweets》. Oxford University Press. ISBN 9780199313624.
- Patent, Greg (2002). 《Baking in America: Traditional and Contemporary Favorites from the Past 200 Years》. Houghton Mifflin Harcourt. ISBN 9780618048311.
- Stradley, Linda. “Boston Cream Pie Recipe and History”. 《What's Cooking America》. 2012년 2월 5일에 확인함.
- “Massachusetts Facts”. Citizen Information Service, Massachusetts Secretary of the Commonwealth. 2015년 3월 30일에 확인함.
- “Boston Cream Pie”. Merriam Webster. 2008년 11월 21일에 확인함.

## 추가 참고 도서 목록
- 위키미디어 공용에 보스턴 크림 파이 관련 미디어 분류가 있습니다.
- Forbes, Esther, and Arthur Griffin. The Boston Book. Houghton Mifflin Company: 1947.
- Morrisey, Louise Lane, and Marion Lane Sweeney. An Odd Volume of Cookery. Houghton Mifflin Company: 1949.
- History of Boston Cream Pie